# George Eastman (feltaláló)
George Eastman (Waterville, New York, 1854. július 12. – Rochester, New York állam, 1932. március 14.) amerikai feltaláló. Ő találta fel a 35 milliméteres, perforált celluloidszalagot, amellyel lehetővé tette a filmgyártás megindulását. Az Eastman Kodak egyik alapítója.

## Életpályája

### Fiatalsága
Eastman Watervilleben született George Washington Eastman és Maria Eastman (született Kilbourn), legfiatalabb gyermekeként. Szülei az 1849-ben vásárolt farmjukon gazdálkodtak. Hárman voltak testvérek két nővére Ellen Maria és Katie. 1860-ban szüleivel a farmot el kellett hagyniuk, hiszen édesapja betegeskedett és egy jobb élet reményében az Ontario-tó partján lévő Rochester városába költöztek. 1862-ben édesapja elhunyt, így őrá hárult a feladat, hogy támogassa édesanyját, hiszen a családi bajokat az is tetézte, hogy egyik nővére fogyatékos volt. Fiatalon kezdett dolgozni és tizennégy évesen már egy biztosítónál volt kifutófiú. Ekkor három dollárt keresett hetente, de gyorsan rájött, hogy képeznie is kell magát az előrejutáshoz. Esténként könyvelni tanult és egy év múlva már öt dollárt keresett, majd 1874-ben a Rochester Savings Bank alkalmazottjaként 15 dollár volt a heti bére.

### A Kodak alapítása
Az életét meghatározó fényképezéssel viszonylag későn csak 24 éves korában találkozott, amikor egy vakáció keretében Santo Domingóra ment. Az egyik munkatársa javaslatára úgy döntött, az útról készít felvételeket, de ehhez az akkoriban rendelkezésre álló felszerelések egy kisebb szekérnyi helyet foglaltak el. Ekkortól kezdett el foglalkozni azzal a gondolattal, miképp tudná egyszerűsíteni a technikát és a képek akkor még nagyon körülményes előhívását megkönnyíteni. Ezután három éven át éjt nappallá téve kísérletezett édesanyja konyhájában. Megszállottként kutatta a megoldást még az is előfordult, hogy a konyhában a konyhakövön aludt el.
Azon dolgozott, hogy az akkoriban elterjedt nehéz és sérülékeny üveglemezeket kiváltsa valami mással. Egy teljesen új, zselés alapú hordozóanyagot fejlesztett ki. Kikísérletezte az úgynevezett szárazlapot is azért, hogy nagy mennyiségben lehessen képeket készíteni. A találmányára bejegyeztette a szabadalmat, majd úgy döntött, hogy az üzleti sikert is ő fogja learatni ezért saját céget alapított. A vállalkozásnak a Kodak nevet adta, melyet így magyarázott:
Mindig is tetszett a K betű. Erős és kifejező. Olyan nevet akartam, ami k-val kezdődik és k-val végződik, egy sajátos anagramma, amiről mindenkinek ugyanaz a dolog jut eszébe.
Rochesterben Henry Strong üzletemberrel együtt indította és alapította Eastman Dry Plate Company néven vállalkozását, mely később Eastman Kodak Company néven vált világhírűvé. Kezdetnek 1885-ben piacra dobta a brómezüst alapanyagú papírnegatív tekercset és az ehhez tartozó kazettát. Ez korszakalkotó lépés volt, hiszen nagy tömegek számára vált lehetővé, hogy könnyen és viszonylag olcsón amatőr képeket készíthessenek. Az volt Eastman rögeszméje, hogy "Olyan könnyűvé kell tenni a fényképezőgépet, mint amilyen a ceruza". A Kodak által kínált viszonylag könnyű kézi kamera 25 dollárba került. Ebben száz felvételre elegendő nyersanyagot helyeztek el és a vásárlónak annyi dolga volt, hogy felhúzta a zárat és exponált. A felvételeket a géppel együtt vissza kellett juttatni és a betelt filmet már a vállalat hívta elő. A képeket postafordultával 10 dollár munkadíj megfizetése után az újra fotózásra alkalmas géppel együtt kapta vissza tulajdonosa.
A Kodak szárnyalt és a 19. század végére már Európában is ott voltak. A sikerhez kezdettől fogva hozzájárult, hogy az ambiciózus Kodak csapata javarészt jól képzett tehetséges fiatalokból állt és nagy hangsúlyt fektettek a marketingre. Egyik kedvenc reklámfogásuk volt a kezében fényképezőgépet tartó Kodak lány.

### Betegsége és öngyilkossága
George Eastman a 20. század elejére az Amerikai Egyesült Államok egyik legtehetősebb üzletembere lett. Világnézetét tekintve ateista volt és a Republikánus Pártot támogatta. A vagyoni gyarapodásával összhangban egyre bőkezűbben adakozott, igazi filantróp és híres műgyűjtő volt. Zeneiskolát alapított a Rochester Egyetemen és milliókkal támogatta a Massachusetts Institute of Technologyt. Gazdagsága ellenére nem nősült meg és nem alapított családot. 1925-ben vonult vissza a vállalatvezetéstől. Idős korában súlyos betegség tört rá, összeszűkült a gerinccsatornája és fokozatosan lebénultak az idegei. A mozgásképtelenség megrettentette, a teljes lebénulást nem várta meg, hanem 78 éves korában 1932. március 14-én önkezével vetett véget az életének. Vagyonát a Rochester Egyetemre hagyta, a városban álló házát pedig 1949-ben múzeummá alakították át.

## Emlékezete
A New York állambeli Rochesterben lévő háza a nevét viselő fotográfiai múzeumnak, a George Eastman House-nak ad otthont.